# Ponta Negra (Maricá)

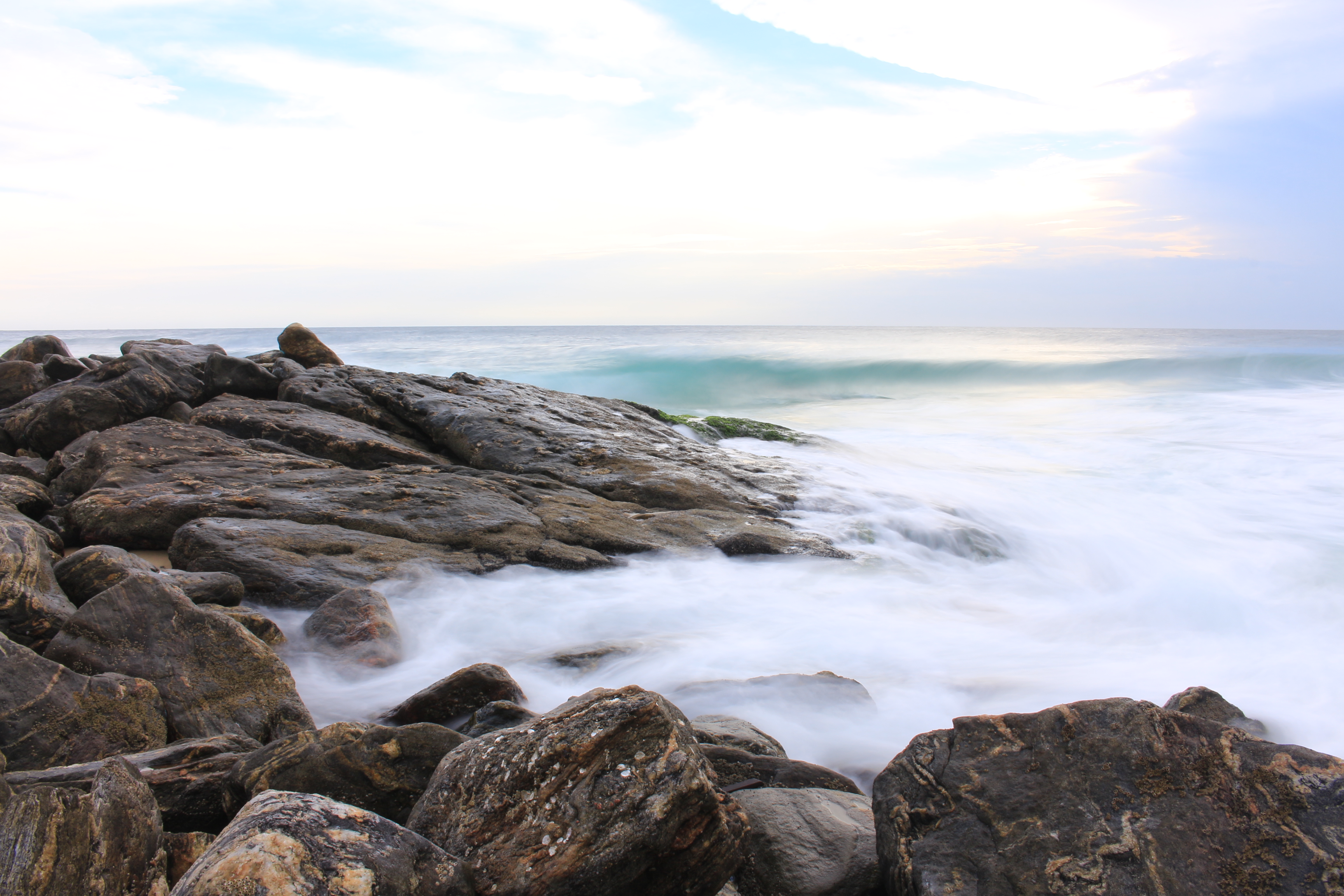
Praia de Ponta Negra, no extremo leste do litoral de Maricá.

Ponta Negra é o segundo distrito de Maricá, situado no leste do município. No distrito, estão localizados, além do bairro homônimo, os bairros Cordeirinho, Jardim Guaratiba, Caju, Pindobal, Bambuí, Jardim Interlagos, Manoel Ribeiro, Espraiado, Vale da Figueira, Bananal e Jaconé. Limita-se com Saquarema, município que já faz parte da Região dos Lagos (que, por sua vez, é uma porção da região das Baixadas Litorâneas), no interior do Estado do Rio de Janeiro. Tem esse nome, diz a lenda, devido aos navegadores portugueses avistarem um imenso paredão negro do alto mar. Há outra versão de que nesta região havia o desembarque de escravos quando já era proibido o seu comércio no país.
A região é um importante balneário da cidade de Maricá. Possui um canal que faz a ligação entre a Lagoa de Guarapina e o Oceano Atlântico, que serve também como ponto de lazer para moradores e turistas nos fins de semana e feriados, e ainda há a praia como outra opção de lazer.
Para quem gosta de visão panorâmica, há o farol, de onde se avista o litoral de todo o município, a Pedra do Elefante, em Itaipuaçu, e até mesmo a Pedra da Gávea, no município do Rio de Janeiro. Dali, também podem ser vistos a Lagoa de Guarapina e o centro do bairro. No pé da colina onde se localiza o farol, ainda se encontram uma praia boa para a prática da pesca e para o mergulho, e uma piscina natural de água cristalina. 